# Tour de la cloche de Nankin
Pour les articles homonymes, voir tour de la cloche.

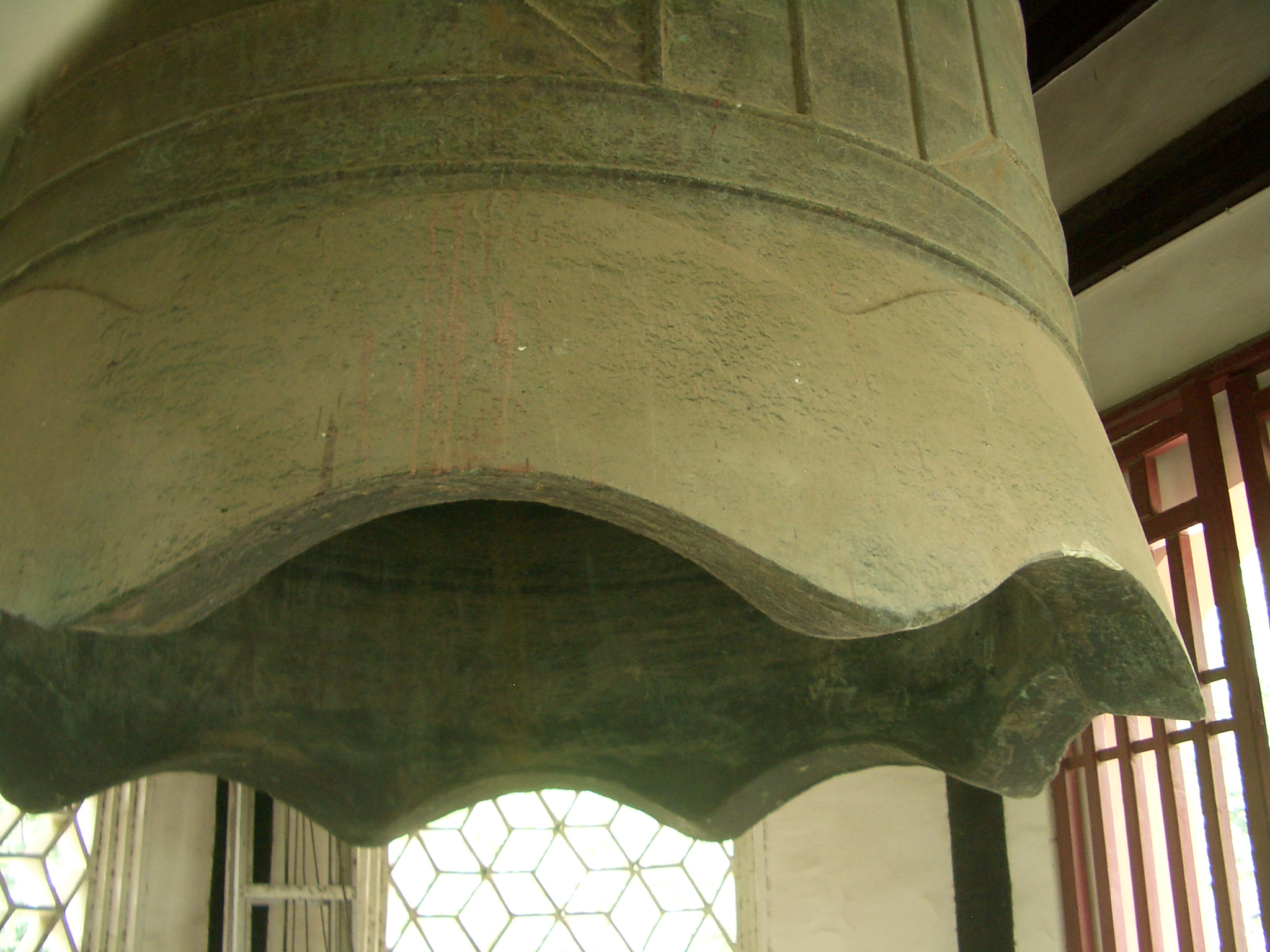
La cloche

La tour de la cloche de Nankin, dans le Jiangsu, en Chine, est un élément traditionnel chinois de type tour de la cloche, généralement associé à une tour du tambour.

## Description
Située non loin de la Tour du tambour de Nankin, il s'agit d'un pavillon hexagonal à double toit, couvert de tuiles grises, de 14,5 mètres de haut, contenant une énorme cloche. La structure actuelle date de 1889. Tout autour se trouve un joli jardin.
La cloche, qui date de 1388, mesure 3,5 mètres de haut, 2,3 mètres de diamètre et pèse 23 tonnes.